# Rock and Roll All Nite
Rock and Roll All Nite è una canzone dei Kiss originariamente contenuta nell'album Dressed to Kill del 1975.

## Descrizione
Il brano (composto da Gene Simmons e da Paul Stanley) è stato pubblicato come singolo il 2 aprile 1975 in versione studio (assieme al brano Getaway pubblicato come lato B), e il 14 ottobre dello stesso anno in versione live (è stata infatti estratta dall'album Alive!, e presenta come lato B la versione registrata in studio del brano). Quest'ultima versione raggiunse il dodicesimo posto nella classifica dei singoli statunitense contribuendo al successo del brano che tuttora è uno dei più noti della band, che lo propone, sin dal 1975, in quasi tutti i suoi concerti.
La canzone, presente nella maggior parte delle raccolte e degli album live della band (parte del ritornello della versione live del 1975 può essere addirittura ascoltata durante l'inizio del brano Detroit Rock City del 1976), presenta delle differenze a seconda delle versioni: la prima versione registrata in studio nel 1975 non presentava nessun assolo di chitarra, mentre tutte le versioni successive a quella in studio ne hanno uno. La versione del brano inclusa nella compilation Smashes, Thrashes & Hits del 1988 presenta le parti di batteria risuonate da Eric Carr. Nella versione acustica dell'album live Kiss Unplugged del 1995 l'assolo è suonato in parte da Ace Frehley e in parte da Bruce Kulick.
Nel 2014 è stata indicata come la 15ª più grande canzone pop metal da Yahoo! Music.

## Tracce singoli

### Rock and Roll All Nite - Versione Studio
- Lato A: Rock and Roll All Nite
- Lato B: Anything for My Baby

### Rock and Roll All Nite (Live) - Versione Live
- Lato A: Rock and Roll All Nite (Live)
- Lato B: Rock and Roll All Nite (Studio Version)

### Rock and Roll toda la noche (Rock and Roll All Nite) - Versione Live Argentina
- Lato A: Rock and Roll toda la noche (Rock and Roll All Nite)
- Lato B: Rock and Roll All Nite (Studio Version)

## Formazione
- Gene Simmons - basso, voce principale
- Paul Stanley - chitarra ritmica, voce secondaria
- Peter Criss - batteria, voce secondaria
- Ace Frehley - chitarra ritmica e solista, voce secondaria

## Cover dei Poison
Di Rock and Roll All Nite è stata proposta una cover da parte del gruppo statunitense Poison pubblicata come singolo tratto dall'album della colonna sonora di Al di là di tutti i limiti (1987).